# Upplands runinskrifter 84

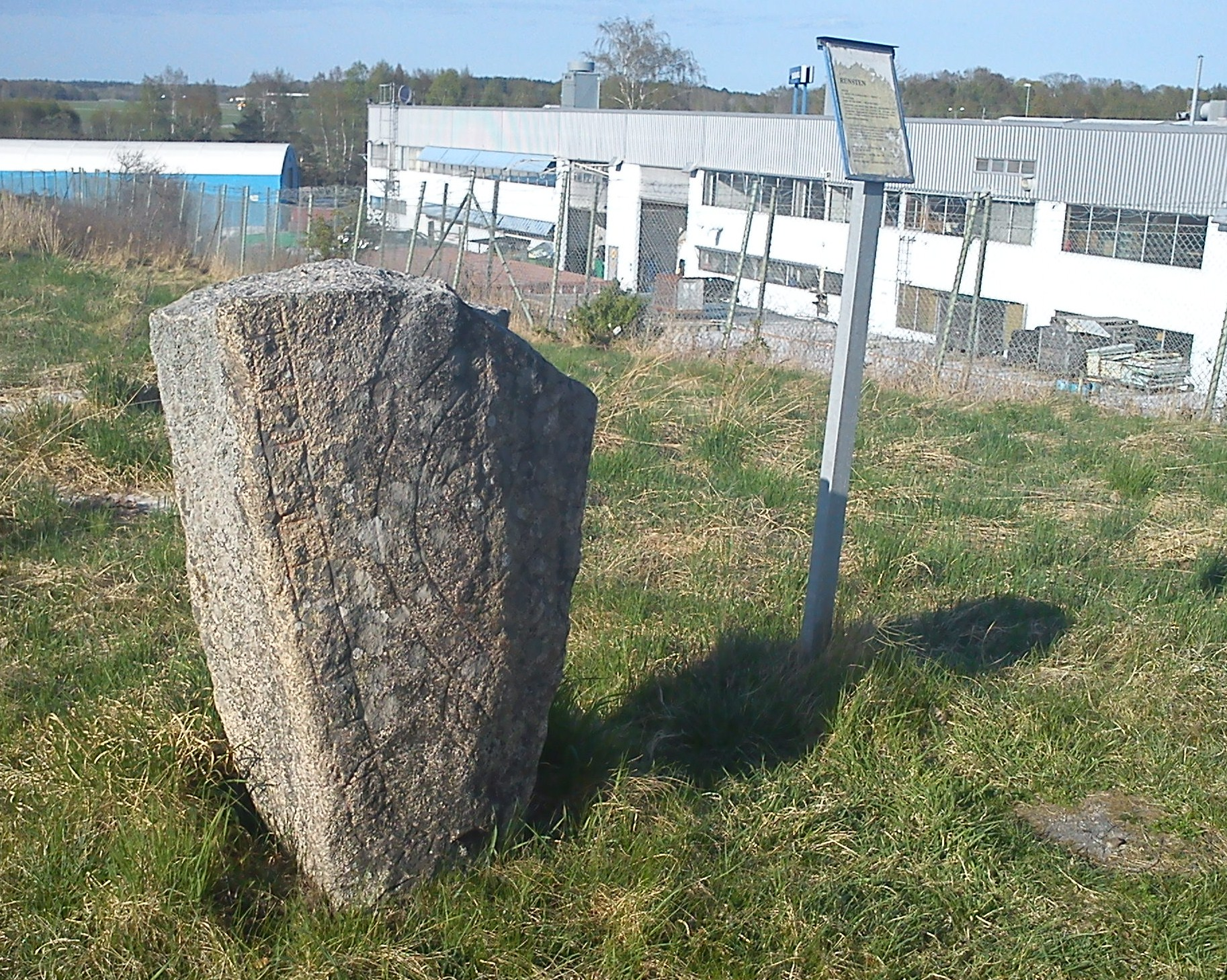
Äggelundastenen vid Veddestavägen 2011.

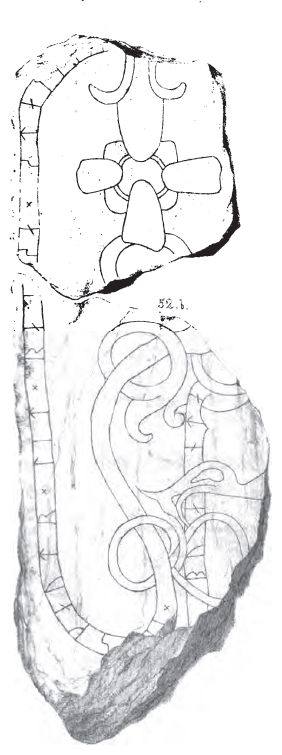
Richard Dybecks teckning från år 1855.

Upplands runinskrifter 84, med signum U 84, även kallad Äggelundastenen, är en runsten ursprungligen belägen vid Äggelunda gård i Veddesta, Järfälla socken och kommun strax norr om Stockholm. År 2014 flyttades den till gravfältsområdet Fruns backe, sydväst om Veddesta gård, i samband med exploatering runt Barkarby pendeltågsstation.

## Stenen
Stenen var i två delar när den hittades av folkminnesforskaren Richard Dybeck år 1857. De båda delarna utgjorde varsin trappsten till ett boningshus och ett uthus vid Äggelunda gård. Richard Dybeck har avbildat de båda delarna i Sveriges runurkunder. 
År 1902 kunde runkännaren Erik Brate bara hitta den större undre halvan, som fortfarande tjänstgjorde som trappsten, och år 1925 restes den på tomten vid Veddestavägen. Redan på 1940-talet hade stenen åter fallit omkull men restes på nytt. År 2009 gjordes en arkeologisk undersökning på Äggelunda bytomt, bland annat med förhoppningar om att finna den saknade biten, dock med negativt resultat.
I samband med att Barkarby station byggdes om och området runt stationen började exploateras flyttades stenen till gravfältet Fruns backe vid Veddesta gård.
Stenen som består av grå granit har ett ojämnt ytskikt och slitna runor. Den är 110 cm hög, 40–70 cm bred och cirka 35 cm tjock. Runornas höjd varierar mellan fem och sju cm. Det är okänt vem som ristat stenen men den är daterad till någon gång i perioden 1060–1100 e.Kr.
Uppmålad av Runverket den 11 september 2012.

## Inskriften
Runskrift (yngre futhark):
× -(ᛋ)ᚴᛅᚢᛏᚱ × ᛚᛁᛏ × ᚱᛅᛁ[ᛋᛅ × ᛋᛏᛅᛁ- -]... ᛒᚢᚽᚾᛏᛅ -...
Translitterering av runraden:
× -(s)kautr × lit × rai[sa × stai- -]... buenta -...
Normalisering till runsvenska:
[Á]sgautr lét reisa stei[n] ... bónda ...
Översättning till nusvenska:
Åsgöt lät resa stenen…(efter sin) make…

## Ornamentiken
Ornamentiken är konstnärligt utförd i så kallad Urnesstil och den uppvisar ett rundjur som ringlar under ett kristet ringkors.